# Hjartåsen Station
Hjartåsen Station (Hjartåsen stasjon) var en jernbanestation på Nordlandsbanen, der lå i Rana kommune i Norge.
Stationen åbnede 10. december 1947, da banen blev forlænget fra Dunderland til Lønsdal. Den blev nedgraderet til trinbræt 1. februar 1966, og 2. juni 1996 blev betjeningen med persontog indstillet. Den blev dog genoptaget 15. juni 2003 i perioden medio juni til medio august men atter indstillet 11. juli 2004. Stationen blev nedlagt 11. juni 2006.
Stationsbygningen blev opført i 1947 efter tegninger af Bjarne Friis Baastad. Den toetages bygning var opført i træ og rummede oprindeligt ekspedition og tjenestebolig, mens en enetages tilbygning fungerede som pakhus. Bygningen blev revet ned i 1982. Der er opsat et mindesmærke for Ole Tobias Olsen, der planlagde Nordlandsbanen, ved stationen.